# آدي سعيد
آدي بن سعيد (مواليد 15 أكتوبر 1990) هو لاعب كرة قدم بروناي محترف يلعب كمهاجم لنادي كاسوكا [الإنجليزية] في الدوري البروناي الممتاز. لقد لعب في ماليزيا.

## المسيرة الكروية

### البداية والسطوع في دي بي إم إم
بدأ آدي مسيرته الكروية مع مانجيس يونايتد، الذي يدربه مهاجم بروناي السابق مجيدي غني. انضم إلى نادي ماجرا [الإنجليزية] الصاعد حديثًا في عام 2007 ولعب معهم في الدوري الممتاز في بروناي حتى عام 2012، عندما جذبت مغامراته على الساحة الدولية نادي دي بي إم إم إف سي المحترف الوحيد في بروناي لتوقيعه لموسم الدوري السنغافوري لعام 2012. سجل هدفه الأول مع دي بي إم إم ضد واريورز في 23 يونيو من ذلك العام.
حصل آدي على الكثير من وقت اللعب كبديل في الموسم التالي، لكن الفريق لعب بشكل مخيب للآمال وانتهى في المركز الثامن، مما كلف فيران سيمونيتش منصبه. على النقيض من ذلك، كان مدرب آدي الجديد ستيف كين أكثر تردداً في الاستفادة منه، حيث اقتصرت مشاركة آدي على 10 مباريات فقط في الدوري السنغافوري لعام 2014. ومع ذلك، فقد استغل معظم الفرص التي أتيحت له، حيث سجل في نهائي كأس الدوري ‏، وأحرز هدفين ضد هوجانج يونايتد وودلاندز ويلينجتون في فترة شهر أغسطس.
بعد عام 2015 الهادئ، حصل آدي على فرصة البدء في جميع مباريات كأس دي بي إم إم المحلية لموسم 2016. سجل هدفًا من ركلة حرة مباشرة في فوز 2–1 على تامبينز روفرز في كأس الدوري السنغافوري 2016 ‏ في 21 يوليو.
سجل آدي 8 أهداف في جميع المسابقات في عام 2017 المخيب للآمال إلى حد كبير، ليحتل المركز الثاني خلف رافائيل رامازوتي في قائمة هدافي النادي لهذا العام. في الموسم التالي، بدأ آدي أمام شقيقه الأكبر والقائد الجديد شهرازن في تشكيل 4–3–3 الجديد الذي نشره المدرب البرازيلي رينيه ويبر. أنهى آدي الموسم برصيد 11 هدفًا و10 تمريرات حاسمة، مما جعله يتقاسم صدارة صانعي التمريرات الحاسمة في الدوري، مع ريكو مورياسو من ألبيريكس نيغاتا.

### يو آي تي إم
بعد تجربة ناجحة في ديسمبر 2018 (بما في ذلك تسجيل ثلاثية في مباراة ودية)، وقع آدي عقدًا لمدة عام واحد مع نادي يو آي تي إم [الإنجليزية] في الدوري الماليزي الممتاز، ليصبح أول لاعب كرة قدم محلي مولود في بروناي ومغترب على الإطلاق. سجل هدفًا في غضون عشرين ثانية من ظهوره الأول في فوز 1–3 ضد بوليس ديرايا الماليزي [الإنجليزية] في 1 فبراير، وتمكن من تسجيل هدفين. بعد هدفين وستة تمريرات حاسمة، تم إطلاق سراحه من قبل نادي يو آي تي إم في أواخر شهر مايو.

### العودة إلى دي بي إم إم
بعد شهرين، عاد آدي إلى نادي دي بي إم إم إف سي وشارك لأول مرة منذ عودته في المباراة التي انتهت بالتعادل 3–3 ضد نادي ووريورز إف سي في 6 يوليو. سجل هدفه الأول منذ عودته في الفوز 3–0 على جيلانج إنترناشيونال في 2 أغسطس، في مباراة ظهر فيها شقيقه الأصغر حكيمي لأول مرة مع الفريق الأول وتقاسم قائمة الهدافين. سجل هدفين في المباراة قبل الأخيرة بالدوري والتي انتهت بفوز الفريق 5–4 على أرضه ضد هوجانج يونايتد في 29 سبتمبر.

### كوتا رينغر

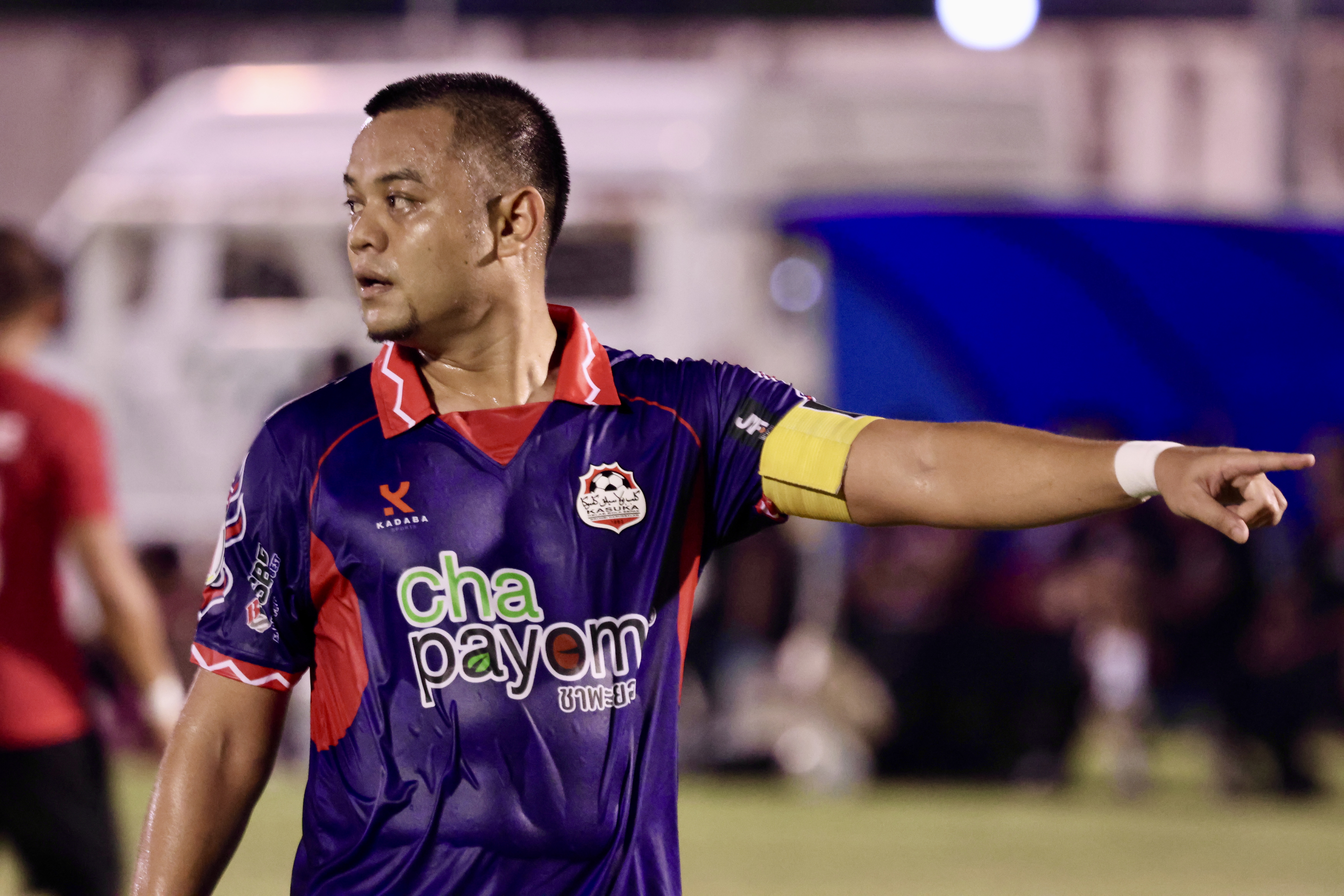
آدي مع كاسوكا يلعبان في مباراة استعراضية، 2024

في بداية الدوري السوبر بروناي 2020، غادر آدي نادي دي بي إم إم للانضمام إلى كوتا رينغر [الإنجليزية]، مما أعاده إلى شقيقه أملول سعيد ‏. وأصبح أيضًا قائدًا للفريق، خلفًا لـ عفي أمين الدين ‏. ظهر لأول مرة في 2020 بيالا سومبانجسيه [الإنجليزية] في 8 فبراير، وسجل ثلاثية ضد المجلس الرياضي للقوات المسلحة الملكية في بروناي [الإنجليزية].

### كاسوكا
وقع آدي مع نادي كاسوكا [الإنجليزية] في الوقت المناسب لموسم كأس بروناي لكرة القدم 2022 ‏. سجل هدفين في أول ظهور له ضد نادي لون باوانج ‏ في فوز 13–0 في 7 أغسطس. وتبع ذلك بأربعة أهداف في المباراة التالية ضد داجانج إف تي. سجل ما مجموعه 20 هدفًا في طريقه إلى نهائي المسابقة حيث واجه ناديه السابق دي بي إم إم في مباراة خاسرة بنتيجة 2–1 في مجمع ألعاب القوى في 4 ديسمبر.
سجل آدي الهدف الأول في دوري بروناي الممتاز 2023 ‏ ضد إم إس بيه بيه دي بي [الإنجليزية] في 3 مارس، والذي انتهى بنتيجة 4–0. في 25 يونيو، سجل ثلاثية في فوز 8–1 على نادي جيرودونج إف سي ‏. وبعد شهر، سجل هدفين في الشوط الأول ضد فريق ويجايا إف سي ‏، عندما تم تأجيل المباراة بسبب هطول أمطار غزيرة بعد سبع دقائق من استئناف اللعب. استؤنفت المباراة في 2 أغسطس عندما سجل ركلة جزاء وأنهى المباراة بنتيجة 8–1، وبذلك أصبح لاعب كرة القدم الذي حقق أطول ثلاثية على الإطلاق. في ختام الدوري، حصل آدي على أول ميدالية بطولة محلية له بعد أن قاد كاسوكا إلى لقب الدوري دون هزيمة، مسجلاً 23 هدفًا في 15 مباراة.
في أول مباراة لكاسوكا بصفته حامل اللقب في موسم 2024–25 ‏ في 1 سبتمبر 2024، سجل آدي ثلاثية ضد لون باوانج ‏ ليساعد فريقه على تحقيق فوز 9–0.

## المسيرة الدولية

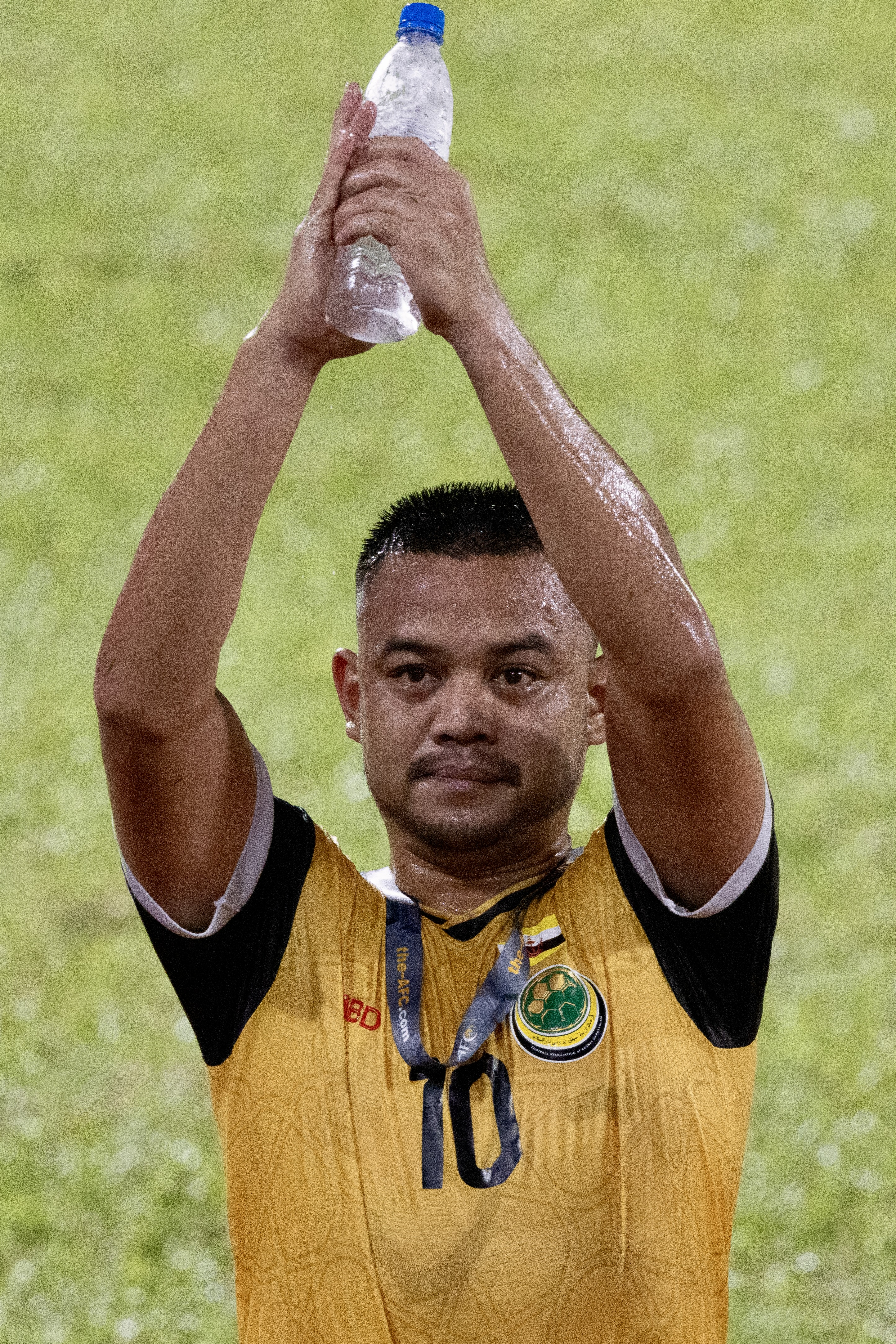
آدي مع بروناي في عام 2023

مثل شقيقه شهرزن سعيد، أصبح آدي لاعبًا أساسيًا بلا منازع في مركز الهجوم لفريق بروناي الوطني على مختلف المستويات.
في دورة ألعاب جنوب شرق آسيا السادسة والعشرين، تم اختيار آدي لمنتخب بروناي لكرة القدم تحت 23 عامًا، حيث سجل 3 أهداف في 5 مباريات. كان قائدًا لنفس الفريق في عام 2013، على الرغم من فشله في التسجيل في 4 مباريات.
لعب آدي دوراً رئيسياً في مساعدة منتخب بروناي تحت 21 عاماً على الفوز ببطولة حسن البلقية ‏ لعام 2012، وهي بطولة للفرق الوطنية تحت 21 عاماً التابعة لاتحاد كرة القدم في رابطة دول جنوب شرق آسيا. سجل 5 أهداف، وسجل في كل مباراة ليصبح هداف البطولة مناصفة مع الإندونيسي أنديك فيرمانسياه. في بطولة 2014، تم اختياره كواحد من اللاعبين الخمسة المسموح لهم باللعب فوق السن القانوني، ومرة أخرى أصبح هداف البطولة برصيد 6 أهداف، على الرغم من إقصائه في مرحلة المجموعات.
تم اختيار آدي لتشكيلة بروناي في تصفيات كأس سوزوكي آسيان 2012، حيث سجل هدفه الدولي الأول ضد تيمور الشرقية. تم اختياره مرة أخرى لنسخة 2014، وسجل هدفين. سجل هدف الفوز في أول فوز لبروناي على الإطلاق في تصفيات كأس العالم، ضد تايبيه الصينية في مباراة الذهاب من الدور الأول من تصفيات كأس العالم 2018 للاتحاد الآسيوي لكرة القدم.
وعلى الرغم من مستواه غير المنتظم مع النادي، تم اختيار آدي للمشاركة في مباريات تصفيات كأس سوزوكي آسيان 2016 التي أقيمت في كمبوديا في أكتوبر. سجل الهدف الأول ضد تيمور الشرقية في أول مباراة لبروناي في دور المجموعات، والتي انتهت بفوز الفريق بنتيجة 2–1. وبدأ أيضًا التسجيل في المباراة الثالثة ضد لاوس ولكن هذه المرة خسرت بروناي بنتيجة 4–3.
وعاد آدي إلى التشكيلة الأساسية لكأس التضامن الآسيوي 2016 التي أقيمت بعد أسبوعين في ساراواك المجاورة ماليزيا. سجل من ركلة حرة مباشرة في الفوز 4–0 على تيمور الشرقية. وفي مباراة الدور نصف النهائي ضد ماكاو، تم التضحية به عندما أشرك حارس المرمى البديل بعد طرد واردون يوسف ‏ في الدقيقة 55. خسرت بروناي 4–3 بركلات الترجيح في النهاية.
انضم آدي إلى المنتخب الوطني في مباريات تصفيات كأس سوزوكي آسيان 2018 ‏ ضد تيمور الشرقية التي أقيمت في أوائل سبتمبر. شارك آدي في مباراتي الذهاب والإياب حيث فشلت بروناي في التقدم إلى مرحلة المجموعات في كأس سوزوكي بنتيجة 2–3 في المجموع.
تم اختيار آدي لمباراتي تصفيات كأس العالم 2022 ضد منغوليا في يونيو 2019. بدأ مباراة الذهاب في أولان باتور والتي انتهت بفوز الذئاب الزرقاء 2–0.  في مباراة الإياب، أطلق آدي ركلة حرة بعيدة المدى تم صدها في طريق رازيمي راملي ‏ مسجلاً الهدف الثاني لبروناي لمعادلة النتيجة في مجموع المباراتين. ولسوء الحظ، سجلت منغوليا لاحقًا ركلة جزاء لإخراج بروناي من كأس العالم 2022 وكأس آسيا 2023 أيضًا.
في نوفمبر 2022، تمكنت بروناي أخيرًا من التأهل لبطولة اتحاد آسيان لكرة القدم 2022 ‏ بعد فوزها 6–3 في مجموع المباراتين على تيمور الشرقية في الجولة التأهيلية ‏. شارك آدي كبديل في مباراتين، وصنع هدفين في مباراة الذهاب. ارتدى قميص بروناي ثلاث مرات في البطولة الفعلية، لكنه فشل في إحداث تأثير حيث خسر بروناي جميع مبارياته في مرحلة المجموعات ‏.
تلقى آدي استدعاءً لمباراتي تصفيات كأس العالم 2026 المكونة من مباراتين ضد إندونيسيا في أكتوبر 2023. تمكن آدي من المشاركة كبديل مرتين لكنه فشل في فرض تأثيره حيث هُزمت بروناي بنتيجة 0–12 في مجموع المباراتين.
وعلى الرغم من إعلانه اعتزاله اللعب مع المنتخب الوطني بعد عام 2023، إلا أنه قبل العودة إلى المنتخب الوطني في مايو 2025 لمباراة تصفيات كأس آسيا 2027 ضد لبنان. لعب كلاعب أساسي، وقاد الهجوم مع نذير الدين إسماعيل ‏ خلفه مباشرة. استمر كلا اللاعبين في الملعب لمدة 75 دقيقة حيث فاز لبنان في النهاية بفوزه على الدبابير 5–0.

### الأهداف الدولية
قائمة الأهداف والنتائج أول أهداف بروناي.
| #  | التاريخ        | المكان                                                                      | الخصم          | الهدف | النتيجة | المسابقة                                    |
| -- | -------------- | --------------------------------------------------------------------------- | -------------- | ----- | ------- | ------------------------------------------- |
| 1. | 13 أكتوبر 2012 | ملعب توفونا، يانغون، ميانمار                                                | تيمور الشرقية  | 1–0   | 2–1     | تصفيات كأس آسيان لكرة القدم 2012            |
| 2. | 12 أكتوبر 2014 | ملعب لاوس الوطني الجديد، فيينتيان، لاوس                                     | تيمور الشرقية  | 1–1   | 2–4     | تصفيات كأس سوزوكي آسيان 2014 [الإنجليزية]   |
| 3. | 16 أكتوبر 2014 | ملعب لاوس الوطني الجديد، فيينتيان، لاوس                                     | ميانمار        | 1–2   | 1–3     | تصفيات كأس سوزوكي آسيان 2014 [الإنجليزية]   |
| 4. | 12 مارس 2015   | الملعب الوطني، كاوهسيونغ، تايوان                                            | تايبيه الصينية | 1–0   | 1–0     | تصفيات كأس العالم 2018 – آسيا الجولة الأولى |
| 5. | 15 أكتوبر 2016 | الملعب الأولمبي، بنوم بنه، كمبوديا                                          | تيمور الشرقية  | 1–1   | 2–1     | تصفيات كأس سوزوكي آسيان 2016 [الإنجليزية]   |
| 6. | 21 أكتوبر 2016 | ملعب آر إس إن [الإنجليزية]، بنوم بنه، كمبوديا                               | لاوس           | 1–0   | 3–4     | تصفيات كأس سوزوكي آسيان 2016 [الإنجليزية]   |
| 7. | 2 نوفمبر 2016  | ملعب سراوق، كوتشينغ، ماليزيا                                                | تيمور الشرقية  | 4–0   | 4–0     | كأس التضامن الآسيوي 2016                    |
|    | 7 سبتمبر 2023  | مجمع ألعاب المضمار والميدان الرياضي، بندر سيري بيغاوان [الإنجليزية]، بروناي | نادي صباح      | 1–1   | 1–3     | مباراة ودية                                 |

## الحياة الشخصية
لدى آدي ثلاثة أشقاء أكبر سناً مثلوا بروناي ؛ زميله في الفريق شاه رازن ‏ هو الأكبر بينهم جميعًا، بينما أملول وأحمد حافظ لاعبان سابقان في دي بي إم إم. لديه خمسة أشقاء أصغر سناً: شريك هجوم ماجرا [الإنجليزية] السابق عبد العظيم، ولاعب ماجرا السابق آخر أمير السبكي، ولاعب منغلايت [الإنجليزية] أمير الدين نظام، ومهاجم المجلس الرياضي للقوات المسلحة الملكية في بروناي [الإنجليزية] السابق عبد المتين، ولاعب بروناي الدولي حكيم يزيد ‏ من دي بي إم إم.

## الإنجازات
.
ماجرا
- كأس الدوري البروناي [الإنجليزية]: 2011

دي بي إم إم
- الدوري السنغافوري: 2015
- الدوري السنغافوري الممتاز: 2019
- كأس الدوري السنغافوري  [لغات أخرى]‏: 2012، 2014

كوتا رينغر
- بيالا سومبانجسيه [الإنجليزية]: 2020

كاسوكا

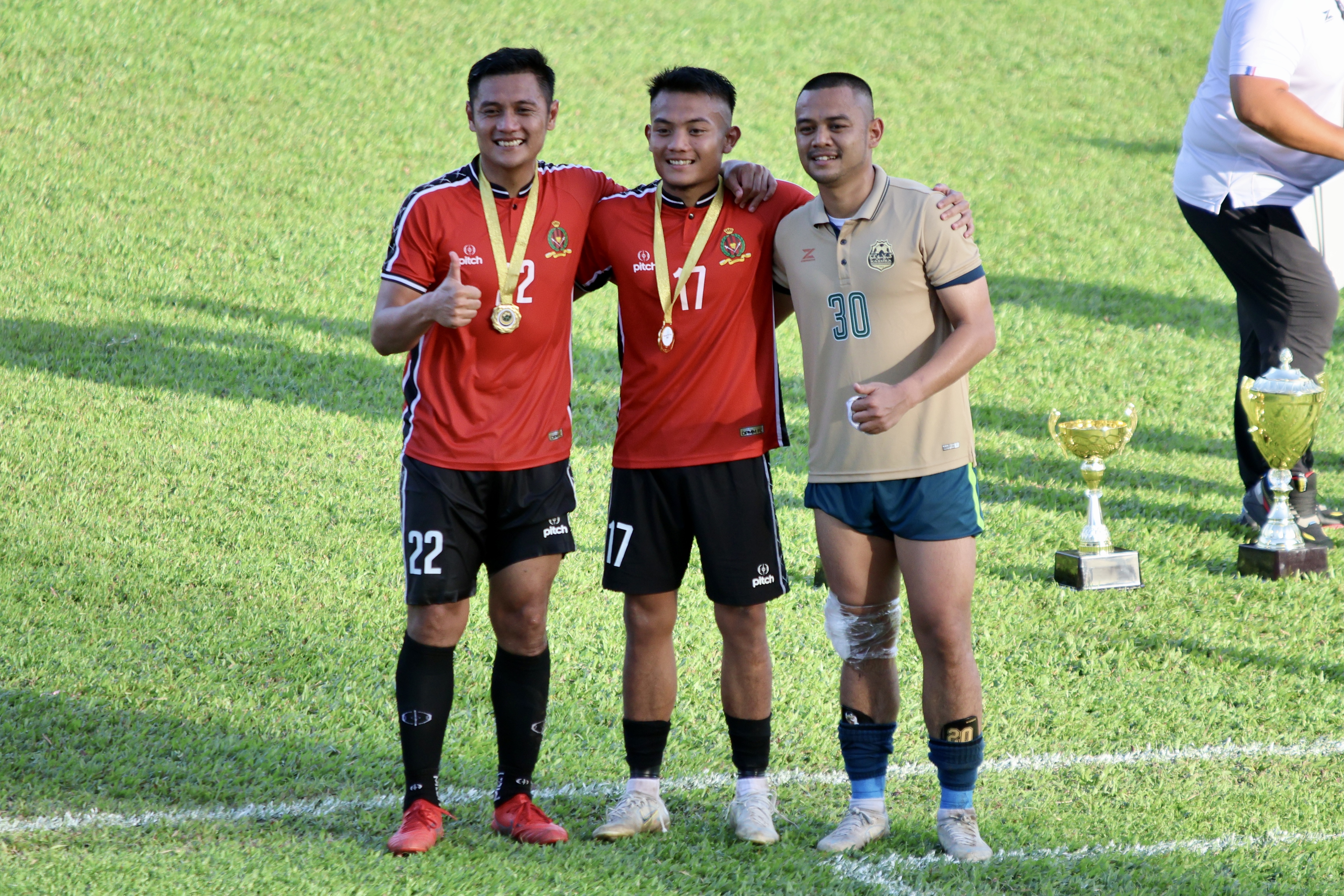
وحكيمي وآدي معًا بعد نهائي كأس الاتحاد الإنجليزي 2022

- الدوري السوبر البروني (2): 2023، 2024–25

بروناي تحت 21 سنة
- جائزة حسن البلقية  [لغات أخرى]‏: 2012

الفردية
- وسام الخدمة الجديرة بالتقدير (بيه جيه كيه؛ 2012)[65]
- جائزة حسن البلقية لأفضل لاعب في البطولة لعام 2012[66]
- لاعب الشهر في الدوري السنغافوري الممتاز: أغسطس 2018[67]
- أفضل مُقدم تمريرات حاسمة في الدوري السنغافوري الممتاز: 2018 (بالمشاركة مع ريكو مورياسو)
- أفضل لاعب في الدوري السوبر بروناي 2023

## وصلات خارجية
لا توجد روابط لمواقع التواصل الاجتماعي.

- Adi Said على موقع قاعدة بيانات كرة القدم.إي يو (الإنجليزية)
- Adi Said على موقع ناشيونال فوتبول تيمز (الإنجليزية)
- Adi Said على موقع Soccerway.com (الإنجليزية)
- Adi Said على موقع عالم كرة القدم.نت (الإنجليزية)
- آدي سعيد على فرق كرة القدم الوطنية.كوم
- آدي سعيد  على سكروي